# British and Irish Cup 2011-12
La British and Irish Cup 2011-12 fue la tercera edición del torneo de rugby para equipos de Escocia, Gales, Inglaterra e Irlanda.

## Sistema de disputa
Cada equipo disputó tres partidos frente a sus rivales de grupo y uno frente a un rival de otro grupo para totalizar cuatro partidos en la fase regular, posteriormente los mejores ocho equipos clasificaron a los cuartos de final.

## Desarrollo
|  | Cuartos de final. |

### Grupo 1
| Pos. | Equipo          | Encuentros | Encuentros | Encuentros | Encuentros | Tantos | Tantos | Tantos | PB | PB | Puntos |
| Pos. | Equipo          | PJ         | PG         | PE         | PP         | F      | C      | Dif    | BO | BD | Puntos |
| ---- | --------------- | ---------- | ---------- | ---------- | ---------- | ------ | ------ | ------ | -- | -- | ------ |
| 1.º  | Cornish Pirates | 4          | 4          | 0          | 0          | 128    | 31     | 97     | 2  | 0  | 18     |
| 2.º  | Ayr RFC         | 4          | 2          | 0          | 2          | 44     | 72     | -28    | 0  | 1  | 9      |
| 3.º  | Moseley RFC     | 4          | 2          | 0          | 2          | 46     | 106    | -60    | 1  | 0  | 9      |
| 4.º  | Neath RFC       | 4          | 1          | 0          | 3          | 62     | 108    | -46    | 1  | 0  | 5      |

### Grupo 2
| Pos. | Equipo              | Encuentros | Encuentros | Encuentros | Encuentros | Tantos | Tantos | Tantos | PB | PB | Puntos |
| Pos. | Equipo              | PJ         | PG         | PE         | PP         | F      | C      | Dif    | BO | BD | Puntos |
| ---- | ------------------- | ---------- | ---------- | ---------- | ---------- | ------ | ------ | ------ | -- | -- | ------ |
| 1.º  | Cross Keys RFC      | 4          | 3          | 0          | 1          | 122    | 58     | 64     | 3  | 0  | 15     |
| 2.º  | Munster A           | 4          | 3          | 0          | 1          | 67     | 22     | 45     | 1  | 1  | 14     |
| 3.º  | Plymouth Albion RFC | 4          | 1          | 0          | 3          | 66     | 91     | -25    | 0  | 2  | 6      |
| 4.º  | Bristol Bears       | 4          | 0          | 0          | 4          | 62     | 109    | -47    | 0  | 2  | 2      |

### Grupo 3
| Pos. | Equipo          | Encuentros | Encuentros | Encuentros | Encuentros | Tantos | Tantos | Tantos | PB | PB | Puntos |
| Pos. | Equipo          | PJ         | PG         | PE         | PP         | F      | C      | Dif    | BO | BD | Puntos |
| ---- | --------------- | ---------- | ---------- | ---------- | ---------- | ------ | ------ | ------ | -- | -- | ------ |
| 1.º  | Leinster A      | 4          | 3          | 1          | 0          | 117    | 75     | 42     | 2  | 0  | 16     |
| 2.º  | Bedford Blues   | 4          | 2          | 1          | 1          | 137    | 104    | 33     | 1  | 1  | 12     |
| 3.º  | Aberavon RFC    | 4          | 1          | 0          | 3          | 89     | 97     | -8     | 1  | 1  | 6      |
| 4.º  | London Scottish | 4          | 1          | 0          | 3          | 47     | 162    | -115   | 0  | 0  | 4      |

### Grupo 4
| Pos. | Equipo           | Encuentros | Encuentros | Encuentros | Encuentros | Tantos | Tantos | Tantos | PB | PB | Puntos |
| Pos. | Equipo           | PJ         | PG         | PE         | PP         | F      | C      | Dif    | BO | BD | Puntos |
| ---- | ---------------- | ---------- | ---------- | ---------- | ---------- | ------ | ------ | ------ | -- | -- | ------ |
| 1.º  | Llanelli RFC     | 4          | 2          | 1          | 1          | 148    | 66     | 82     | 2  | 1  | 13     |
| 2.º  | London Welsh RFC | 4          | 2          | 1          | 1          | 125    | 85     | 40     | 1  | 1  | 12     |
| 3.º  | Melrose RFC      | 4          | 2          | 0          | 2          | 60     | 95     | -35    | 0  | 0  | 8      |
| 4.º  | Esher RFC        | 4          | 1          | 0          | 3          | 105    | 144    | -39    | 2  | 0  | 6      |

### Grupo 5
| Pos. | Equipo            | Encuentros | Encuentros | Encuentros | Encuentros | Tantos | Tantos | Tantos | PB | PB | Puntos |
| Pos. | Equipo            | PJ         | PG         | PE         | PP         | F      | C      | Dif    | BO | BD | Puntos |
| ---- | ----------------- | ---------- | ---------- | ---------- | ---------- | ------ | ------ | ------ | -- | -- | ------ |
| 1.º  | Pontypridd RFC    | 4          | 2          | 0          | 2          | 90     | 61     | 29     | 1  | 2  | 11     |
| 2.º  | Rotherham RUFC    | 4          | 1          | 0          | 3          | 57     | 76     | -19    | 1  | 2  | 7      |
| 3.º  | Doncaster Knights | 4          | 1          | 0          | 3          | 76     | 114    | -38    | 1  | 2  | 7      |
| 4.º  | Currie RFC        | 4          | 1          | 0          | 3          | 83     | 103    | -20    | 1  | 1  | 6      |

### Grupo 6
| Pos. | Equipo         | Encuentros | Encuentros | Encuentros | Encuentros | Tantos | Tantos | Tantos | PB | PB | Puntos |
| Pos. | Equipo         | PJ         | PG         | PE         | PP         | F      | C      | Dif    | BO | BD | Puntos |
| ---- | -------------- | ---------- | ---------- | ---------- | ---------- | ------ | ------ | ------ | -- | -- | ------ |
| 1.º  | Ulster Ravens  | 4          | 4          | 0          | 0          | 115    | 60     | 55     | 2  | 0  | 18     |
| 2.º  | Nottingham RFC | 4          | 4          | 0          | 0          | 98     | 79     | 19     | 1  | 0  | 17     |
| 3.º  | Leeds Carnegie | 4          | 2          | 0          | 2          | 77     | 61     | 16     | 1  | 1  | 10     |
| 4.º  | Swansea RFC    | 4          | 1          | 0          | 3          | 64     | 106    | -42    | 0  | 1  | 5      |

### Cuartos de final
| 20 de enero de 2012 | Ulster Ravens | 9 - 20 | Munster A |  |  |

| 21 de enero de 2012 | Cross Keys RFC | 32 - 8 | Llanelli RFC |  |  |

| 22 de enero de 2012 | Cornish Pirates | 50 - 10 | Nottingham RFC |  |  |

| 22 de enero de 2012 | Leinster A | 32 - 0 | Pontypridd RFC |  |  |

### Semifinales
| 6 de abril de 2012 | Leinster A | 29 - 36 | Munster A |  |  |

| 7 de abril de 2012 | Cross Keys RFC | 20 - 16 | Cornish Pirates |  |  |

### Final
| 27 de abril de 2012 | Munster A | 31 - 12 | Cross Keys RFC |  |  |

| Bandera de Irlanda |
| Campeón Munster A  |
| Primer título      |